# Campanianske vulkanbue
Den Campanianske vulkanbue er en vulkanbue som består af flere aktive, sovende, eller udslukkede vulkaner i provinsen Campania i Italia. Vulkanbuen er centreret om Napolibugten. Foruden Vesuv omfatter vulkanbuen blandt andet bjergene Campi Flegrei og Epomeo. Vulkanbuen er en del af et større område med vulkansk aktivitet som også blandt andet omfatter Stromboli og Etna.